# Stanislav Pozdniakov
Stanislav Alexéyevich Pozdniakov (en ruso: Станислав Алексеевич Поздняков; Novosibirsk, 27 de septiembre de 1973) es un deportista ruso que compitió en esgrima, especialista en la modalidad de sable; cuatro veces campeón olímpico, diez veces campeón mundial y trece veces campeón europeo.
Fue presidente de la Confederación Europea de Esgrima y del Comité Olímpico Ruso.

## Trayectoria
Participó en cinco Juegos Olímpicos de Verano, obteniendo en total cinco medallas: oro en Barcelona 1992 (equipo junto con Grigori Kiriyenko, Alexandr Shirshov, Gueorgui Pogosov y Vadim Gutzeit), dos oros en Atlanta 1996 (individual y equipo con Grigori Kiriyenko y Serguei Sharikov), oro en Sídney 2000 (equipo con Alexei Frosin y Serguei Sharikov), y bronce en Atenas 2004 (equipo con Alexei Diachenko, Serguei Sharikov y Alexei Yakimenko).
Ganó diecisiete medallas en el Campeonato Mundial de Esgrima entre los años 1994 y 2007, y diecisiete medallas en el Campeonato Europeo de Esgrima entre los años 1994 y 2008.
Se retiró de la competición en 2008, y ese mismo año se convirtió en entrenador del equipo nacional ruso de esgrima. Paralelamente, se dedicó a la política, llegando a ser diputado del Consejo Regional de Diputados de Novosibirsk.
En 2016 fue elegido presidente de la Confederación Europea de Esgrima (CEE), y ejerció de presidente del Comité Olímpico Ruso de 2018 hasta su dimisión en 2024.
Fue galardonado con la Orden de Honor (1997), la Orden al Mérito por la Patria de IV clase (2001), la Orden de la Amistad (2006) y la Orden de Alejandro Nevski (2023). En 2014 fue incluido en el Salón de la Fama de la Federación Internacional de Esgrima.
Es coronel de las Fuerzas Armadas de la Federación de Rusia. Su hija Sofia también compite en esgrima.

## Palmarés internacional
| Representando al Equipo Unificado |                             |                   |                   |
| Juegos Olímpicos                  |                             |                   |                   |
| Año                               | Lugar                       | Medalla           | Prueba            |
| 1992                              | Barcelona (España)          | Medalla de oro    | Sable por equipos |
| Representando a Rusia             |                             |                   |                   |
| Juegos Olímpicos                  |                             |                   |                   |
| Año                               | Lugar                       | Medalla           | Prueba            |
| 1996                              | Atlanta (Estados Unidos)    | Medalla de oro    | Sable individual  |
| 1996                              | Atlanta (Estados Unidos)    | Medalla de oro    | Sable por equipos |
| 2000                              | Sídney (Australia)          | Medalla de oro    | Sable por equipos |
| 2004                              | Atenas (Grecia)             | Medalla de bronce | Sable por equipos |
| Campeonato Mundial                |                             |                   |                   |
| Año                               | Lugar                       | Medalla           | Prueba            |
| 1994                              | Atenas (Grecia)             | Medalla de oro    | Sable por equipos |
| 1994                              | Atenas (Grecia)             | Medalla de plata  | Sable individual  |
| 1995                              | La Haya (Países Bajos)      | Medalla de plata  | Sable por equipos |
| 1997                              | Ciudad del Cabo (Sudáfrica) | Medalla de oro    | Sable individual  |
| 1997                              | Ciudad del Cabo (Sudáfrica) | Medalla de plata  | Sable por equipos |
| 1999                              | Seúl (Corea del Sur)        | Medalla de plata  | Sable individual  |
| 1999                              | Seúl (Corea del Sur)        | Medalla de bronce | Sable por equipos |
| 2001                              | Nimes (Francia)             | Medalla de oro    | Sable individual  |
| 2001                              | Nimes (Francia)             | Medalla de oro    | Sable por equipos |
| 2002                              | Lisboa (Portugal)           | Medalla de oro    | Sable individual  |
| 2002                              | Lisboa (Portugal)           | Medalla de oro    | Sable por equipos |
| 2003                              | La Habana (Cuba)            | Medalla de oro    | Sable por equipos |
| 2005                              | Leipzig (Alemania)          | Medalla de oro    | Sable por equipos |
| 2005                              | Leipzig (Alemania)          | Medalla de plata  | Sable individual  |
| 2006                              | Turín (Italia)              | Medalla de oro    | Sable individual  |
| 2006                              | Turín (Italia)              | Medalla de bronce | Sable por equipos |
| 2007                              | San Petersburgo (Rusia)     | Medalla de oro    | Sable individual  |
| Campeonato Europeo                |                             |                   |                   |
| Año                               | Lugar                       | Medalla           | Prueba            |
| 1994                              | Cracovia (Polonia)          | Medalla de oro    | Sable individual  |
| 1998                              | Plovdiv (Bulgaria)          | Medalla de bronce | Sable por equipos |
| 2000                              | Funchal (Portugal)          | Medalla de oro    | Sable por equipos |
| 2000                              | Funchal (Portugal)          | Medalla de bronce | Sable individual  |
| 2001                              | Coblenza (Alemania)         | Medalla de oro    | Sable individual  |
| 2001                              | Coblenza (Alemania)         | Medalla de oro    | Sable por equipos |
| 2002                              | Moscú (Rusia)               | Medalla de oro    | Sable individual  |
| 2002                              | Moscú (Rusia)               | Medalla de oro    | Sable por equipos |
| 2003                              | Bourges (Francia)           | Medalla de oro    | Sable individual  |
| 2003                              | Bourges (Francia)           | Medalla de oro    | Sable por equipos |
| 2004                              | Copenhague (Dinamarca)      | Medalla de oro    | Sable individual  |
| 2004                              | Copenhague (Dinamarca)      | Medalla de oro    | Sable por equipos |
| 2005                              | Zalaegerszeg (Hungría)      | Medalla de oro    | Sable por equipos |
| 2006                              | Esmirna (Turquía)           | Medalla de bronce | Sable por equipos |
| 2007                              | Gante (Bélgica)             | Medalla de oro    | Sable por equipos |
| 2007                              | Gante (Bélgica)             | Medalla de bronce | Sable individual  |
| 2008                              | Kiev (Ucrania)              | Medalla de oro    | Sable por equipos |